# 謝銘駿
謝銘駿（2005年11月11日—）為臺灣男子籃球運動員，場上位置為後衛與前鋒，現效力於台灣職業籃球大聯盟臺北台新戰神。

## 高中生涯
2023年3月12日，謝銘駿幫助光復高中勇奪111學年度高中籃球聯賽男子組總冠軍，並獲選最有價值球員。
2025年1月16日，謝銘駿被提名麥當勞高中全明星賽大名單。

## 職業生涯
2025年8月11日，謝銘駿在台灣職業籃球大聯盟新人選秀會第一輪第四順位被臺北台新戰神選中。8月20日，謝銘駿加盟台灣職業籃球大聯盟臺北台新戰神。

## 國家隊生涯
2022年謝銘駿入選中華台北U18男子籃球代表隊參加2022年亞洲U18青年籃球錦標賽。

## 外部連結
- 謝銘駿的Instagram帳戶
- 謝銘駿在fiba.basketball（英语）
- 謝銘駿在Eurobasket.com（球員）（英语）
- 謝銘駿在RealGM（球員）（英语）